# Karangayu
Karangayu is een bestuurslaag in het regentschap Kendal van de provincie Midden-Java, Indonesië. Karangayu telt 4811 inwoners (volkstelling 2010).